# میمون طلائی
ونگور 
طلائی (نام علمی: Cercopithecus kandti) نام یک گونه از 